# Liguria FBC
Liguria Foot Ball Club byl italský fotbalový klub, sídlící ve městě Sampierdarena z kraje Ligurie.
Klub byl založen v dubnu 1897 a sídlili v přístavní předměstí Sampierdarena, které bylo poté začleněno do velkého města Janov. První barvy dresů byli svislé bílé a zelenými pruhy a tým hrál své první zápasy na hřišti Piazza d'Armi del Campasso. Hrávali zápasy s Janovem o titul města. Byl pozván na Italské fotbalové mistrovství 1899, jenže musel ze šampionátu odstoupit hned v úvodu.
Poté se na deset let odloučila od fotbalu a hrála jen přátelské zápasy v regionu. Až na sezonu 1911/12 se přihlásila do 2. ligy, kterou pak o rok později vyhrála a mohla se tak zúčastnit v sezoně 1913/14 v nejvyšší lize. Tam se ale předvedla špatně, když po 18 utkání jen dvakrát remizovala a inkasovala až 93 branek. Měla sestoupit, ale díky reorganizaci zůstala. Jenže kvůli financím se musel sloučit s dvěma jinými městy Rivarolo  a Bolzaneto a dal tak vzniknout nový klub AC Ligure.
Název Liguria se však následujících letech opakovaně používal jinými kluby: konkrétně v roce 1930 La Dominante přijalo název Foot Ball Club Liguria, zatímco od roku 1937 do roku 1945 bylo Sampierdarenese známé jako Association Football Liguria .